# 白川薬品
白川薬品（しらかわやくひん）は、医薬品・一般用医薬品・日用品の卸売を中心とする日本の企業であった。現在はメディセオ・パルタックホールディンググループの一社エバルスである。医薬品の卸売手。

## 概要
- 本社：広島県福山市笠岡町20-1
- 社長：白川勝郎
- 資本金　150万円

## 沿革
- 広島県福山町（現・福山市）にて白川梁一が基礎を築く
- 昭和30年1月「白川薬局」創業
- 1964年（昭和39年）4月 - 「白川薬品」、「堂面薬品」及び「檜崎薬品」の3社が合併し、営業権益を広島県東部全域に拡大。社名を東和薬品株式会社と変更。

## 営業所
- 広島県福山市

## 主な取引メーカー
- 武田薬品工業等